# 牛島海運
牛島海運有限会社（うしまかいうん）は、山口県光市の海運会社。光市の室積港と離島である牛島（うしま）を結ぶ航路を運航している。

光市、牛島漁協および牛島島民が出資して設立され、本社は光市商工観光課内に置かれている。

## 歴史
- 1916年（大正5年） - 室積 - 牛島の通船として櫓船が就航
- 1921年（大正10年） - ハワイより帰島した木下善之助が発動機船に切り替え就航
- 1942年（昭和17年） - 大陽運輸有限会社設立
- 1951年（昭和26年） - 大陽汽船有限会社と改称
- 1953年（昭和28年） - 大陽汽船株式会社を設立
- 1955年（昭和30年） - 航路を祝島に延長
- 1956年（昭和31年） - 祝島航路廃止
- 1957年（昭和32年） - 「第6大陽丸」進水
- 1959年（昭和34年） - 牛島海運が牛島 - 室積航路を継承
- 1968年（昭和43年）10月23日 - 牛島海運有限会社設立
- 1969年（昭和44年）4月1日 - 牛島海運有限会社事業開始
- 1970年（昭和45年）7月 - 「牛島丸」就航
- 1986年（昭和61年）4月 - 「うしま」就航
- 2004年（平成16年）4月 - 「うしま丸」就航

## 航路
- 牛島港 - 室積港（8.4km、所要時間20分）

7時台から18時台まで1日3往復を運航する。

## 運賃（片道）
- 大人　500円
- 小人　250円

※15名以上の団体は1割引

## 船舶

### 就航中の船舶
- うしま丸

2004年3月31日竣工、瀬戸内クラフト建造（第231番船）、鉄道建設・運輸施設整備支援機構共有
41総トン、載貨重量10.1トン、全長22.25m、垂線間長19.50m、全幅4.60m、深さ1.85m、計画満載喫水0.85m、JG平水
ディーゼル（ヤンマー 6GHA-ET2）2基、機関出力302kW×2、最大速力20.35ノット、航海速力16.0ノット、5翼可変ピッチプロペラ2軸、乗組員4名、旅客定員61名

### 過去の船舶
- 牛島丸

1970年7月就航、1986年4月引退
- うしま

1986年4月就航、2004年4月引退